# 2023年布良斯克州襲擊
2023年布良斯克州襲擊，是指2023年3月2日，俄羅斯當局表示烏克蘭武裝團體越過邊界，並襲擊了布良斯克州的柳別恰涅和蘇沙內。俄方表示，襲擊者向一輛汽車開槍，造成兩名平民死亡，隨後聯邦安全局迫使他們返回烏克蘭。俄罗斯志愿军团（據報道是一支由俄羅斯極右翼的反政府志願者组成的武裝團體，並於俄烏戰爭為烏方作戰）聲稱對此事負責。俄羅斯稱該事件為恐怖襲擊，並稱3月9日對烏克蘭的導彈襲擊為此事的報復。烏方否認參與，更聲稱此事件不是俄方對烏克蘭發動的假旗行动，就是俄羅斯境內游擊活動的襲擊。

## 背景
俄羅斯境內襲擊是指自2022年俄羅斯入侵烏克蘭以来，俄羅斯布良斯克州、库尔斯克州、别尔哥罗德州以及莫斯科聯邦直轄市等多地所遭受的多起袭击事件。俄罗斯指责乌克兰應該對一系列襲擊事件负责。不過乌克兰大多數情況下既没有声称对袭击事件负责，同时也没有否认自己是幕後策劃者。

2023年2月上旬，布良斯克州當局聲稱他們一直在加強與烏克蘭的邊界。布良斯克州州长博戈馬茲在他的电報频道上發布了與“邊境保衛組的指揮官”會面的照片，並表示“在邊界建設的防護結構和據點方面的工作受到了俄軍指揮官的高度讚賞。” 

## 攻擊

### 俄方初步報道
2023年3月2日，莫斯科時間早上11點30分左右，博戈馬茲報告稱，一隊烏克蘭的破壞和偵察小组入侵了俄羅斯的領土，進入了克利莫沃区的 柳別恰涅。據他说，破壞者向一輛行駛中的汽車開槍，造成一名成年人死亡，一名儿童受傷。據悉，該車正為該兒童送往學校。在這份初步報告之後，塔斯社援引執法部門的消息稱，該組織已經滲透到柳別恰涅和蘇沙內兩條村莊，並劫持了數名居民為人質。據自由歐洲電台報道，俄羅斯一家發布當地新聞的 Telegram 頻道報道稱，該地區的居民聽到了爆炸聲和槍聲。
據塔斯社報道，“ 國家近衛軍的成員與武裝分子發生了冲突”。下午2時半，塔斯社援引目擊者的話，並報導“烏克蘭破壞者已經停止活動，俄羅斯境內没有烏克蘭人，他們有可能已經離開了俄羅斯的領土"。該機構的有消息人士指，俄方現時可能正在尋找烏軍的剩餘戰士”。

### 俄羅斯官方帳號
俄羅斯政府稱，一隊烏克蘭破壞組織進入俄羅斯的柳別恰涅村，向一輛汽車內的平民開火。布良斯克州州长博戈馬茲稱兩名平民喪生，一名 11 歲男孩受傷。
俄羅斯联邦安全局表示他們與俄羅斯軍方共同行動，以“消滅侵犯國家邊界的烏克蘭納碎武裝部隊”。它後來说，襲擊者已被推回烏克蘭，“他們在那裡遭到了大規模的炮擊”。據稱，聯邦安全居已發現了大量的爆炸裝置，並正在進行排雷工作，但沒有提到早前關於劫持人質的報導。 

## 責任主張
俄罗斯志愿军团（羅馬化：Russkiy dobrovol'cheskiy korpus）是一群為烏克蘭而戰的俄羅斯反政府團體，並被批評帶有俄羅斯民族主義的極右思想，該組聲稱為這次事件負責。
3月2日在網上發布的兩段視頻，顯示了身穿戰鬥裝備的人自稱為俄羅斯志願軍的成員。他們聲稱他們越過俄烏邊界是為了與“血腥的普京政權”鬥爭。他們描述自己為俄羅斯的“解放者”，並呼呼籲各俄羅斯的公民來反抗政府，他們亦否認曾向平民開火。其中一段視頻被證實在柳別恰涅的診所外拍攝的。根據美國智庫战争研究所的分析，社交媒體的用户成功把另外的視頻中定位至蘇沙內 。
俄罗斯志愿军团的領導人傑尼斯·尼基廷表示，其目的是揭露俄羅斯邊境地區守衛的薄弱，為了激發抵抗“克里姆林宫裡的顛覆者”（間接指普京為不法的領袖）。據他介绍，這支由45人組成的強大攻擊部隊包括以俄羅斯為基地的反政府叛亂分子，並在烏克蘭的支持下行動。襲擊發生當天，俄羅斯調查性新聞網站 iStories 發布了一名俄罗斯志愿军团成員對該事件的描述：“我們有45人參與了這次任務。我們進去，拍攝，伏擊了兩輛步兵战车。我並没有看到任何孩子受傷，但是有一名邊防警衛受傷，也没有人質被劫持”。

## 後序

### 俄方反應
俄羅斯总统普京在電視講話中稱，烏克蘭的纳粹“恐怖分子”越過邊境並襲擊平民，亦表示這次襲擊證實了俄羅斯入侵烏克蘭的合理性。他更表示該組織正針對俄羅斯的歷史與語言，但肯定“他們不會取得任何成就，我們必粉碎他們”。俄羅斯官把此事件定為恐怖行為，而俄罗斯联邦侦查委员会已啟動調查。
3月9日，俄羅斯再次發動了重大的導彈襲擊，共發射了80枚導彈，其中有6枚是匕首導彈。部分導彈擊中了烏克蘭的基礎設施，而該襲擊共造成至少有九人喪生。

### 烏方反應
烏克蘭政府和軍方否認實施了跨境襲擊，並建議俄羅斯可以利用這些指控為進一步襲擊烏克蘭辯護。
烏克蘭总统顧問米哈伊洛·波多利亚克在推特上寫道：“烏克蘭破壞組織在俄羅斯的故事是典型的蓄意挑釁”。他聲稱俄羅斯想“恐嚇其人民，為對另一個國家的攻擊和一年戰爭後而產生的嚴重貧困來作開脱”。他亦告诉美联社“這都是俄羅斯人所幹的，烏克蘭與此事無關”。 波多利亚克更指“俄羅斯境內的游擊運動越趨強大，並更具侵略性”，以暗示他相信這次襲擊有可能是由俄羅斯境內的反政府組織實施的。
據《纽约时报》報道稱“烏克蘭情報官員試圖這事件描述為俄羅斯分裂的證據”。該報導引述了烏克蘭情報局的代表安德烈·切尔尼亚克的话說“這是俄羅斯無法再正常運作的迹象，並會導致內部紛爭與摧毀”。另外，他指出俄罗斯志愿军团已聲稱對此事以負責，並表示烏克蘭没有參與其中。烏克蘭情報局的另一位代表安德里·尤索夫表示，武裝團體的成立是俄羅斯內部鬥爭的跡象，並將該事件描述為“俄羅斯的政府與人民之間的對抗”。